# Parafia św. Jana Chrzciciela w Wiźnie
Parafia pw. Świętego Jana Chrzciciela w Wiźnie – rzymskokatolicka parafia należąca do dekanatu Piątnica, diecezji łomżyńskiej, metropolii białostockiej.

## Zasięg parafii
Do parafii należą wierni z następujących miejscowości: Wizna, Boguszki, Stare Bożejewo, Jarnuty, Kokoszki, Kramkowo, Kurpiki, Małachowo, Męczki, Mrówki, Nieławice, Niwkowo, Ruś, Rutki, Sambory, Srebrowo, Wierciszewo, Włochówka, Zanklewo.

## Historia

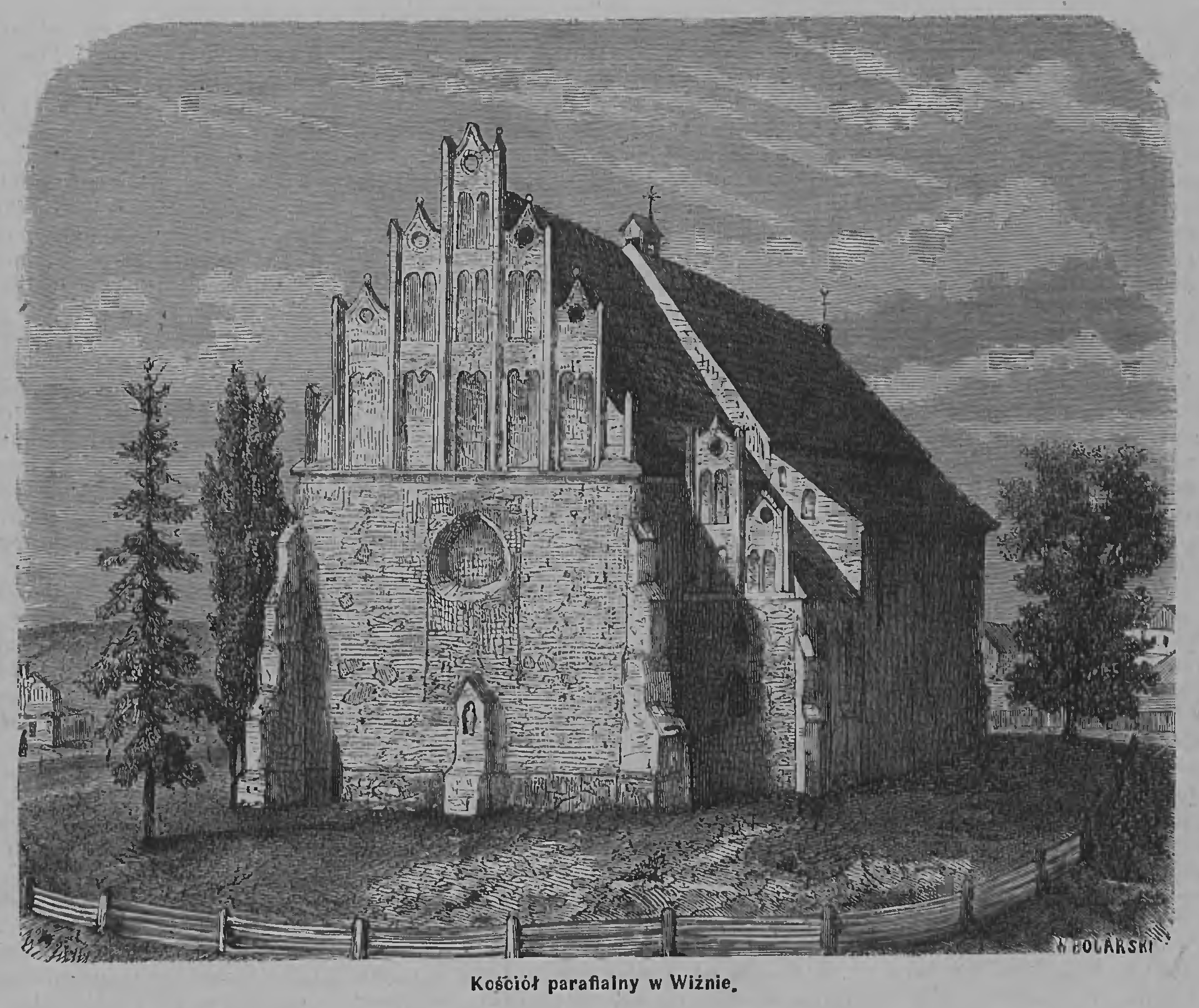
Ilustracja kościoła parafialnego z 1870

Z akt kościelnych wynika, iż w 1300 obok zamku założona została pierwsza kaplica, w której odprawiał nabożeństwa kapelan książąt mazowieckich. W 1390, pomiędzy miastem a górą zamkową stanął drewniany kościół i została erygowana Parafia. Pierwszym proboszczem został Placidus Cracovinus – benedyktyn z Tyńca. Kościół ten został później dwukrotnie zniszczony, najpierw przez Litwinów a następnie przez Krzyżaków.

## Kościół parafialny
Obecny kościół murowany pw. św. Jana Chrzciciela w stylu późnogotyckim zbudowany został w 1500 staraniem ks. Jana Wojsławskiego – kanonika warszawskiego, proboszcza łomżyńskiego i wizkiego, notariusza ziemi łomżyńskiej i podskarbiego księżnej Anny. Kościół postawiony został w miejscu wskazanym przez księżnę Annę, na górze z pięknym widokiem na Narew. Po spustoszeniu przez Szwedów, kościół został całkowicie odnowiony w 1658.